# Carlie van Tongeren
Carlie van Tongeren (Deventer, 10 september 1983) is een Nederlands journalist en non-fictie- en kinderboekenschrijfster. 
Van Tongeren studeerde journalistiek en deed een master in communicatiestudies. Haar eerste boeken waren feelgoods voor volwassenen. Sinds 2018 schrijft ze jeugdboeken bij uitgeverij Blossom Books. Daarnaast schrijft ze columns en opiniestukken over jeugdliteratuur.
In 2023 deed Van Tongeren in de Volkskrant een oproep voor een eigen Boekenweek voor de leeftijdsgroep 12-15 jaar; naast de Kinderboekenweek en de Boekenweek voor volwassenen. Ze had daartoe ook persoonlijk contact opgenomen met de CPNB, maar de organisatie wees haar verzoek voor een Boekenweek voor tieners af. In 2025 wijzigde de CPNB ook de naam Boekenweek van Jongeren. De boekencampagne voor de leeftijdsgroep 15-18 jaar heet vanaf 2025 Goed Verhaal.
Haar boek Het zusje van was Leestip van de Jonge Jury 2021. Het boek is opgenomen in de serie Jonge Lijsters 2025 van Noordhoff. Haar boek Grijs is een Lezen voor de Lijst boek (leeftijd 12-15 jaar, niveau 1).